# Championnat d'Angola de football 2023-2024
Navigation
2022-2023 2024-2025
La saison 2023-2024 du Championnat d'Angola de football est la quarante-sixième édition de la première division de football en Angola. Les seize meilleures équipes du pays sont regroupées au sein d'une poule unique où elles s'affrontent deux fois, à domicile et à l'extérieur. En fin de saison, les trois derniers du classement sont relégués et remplacés par les trois meilleures équipes du Gira Angola, la deuxième division angolaise.
Le Petro Luanda est le champion en titre, en fin de saison il remporte son troisième titre d'affilée et réalise cette saison un triplé national en remportant également la Coupe et la Supercoupe d'Angola. 

## Clubs participants
Le GD Escolinha Isaac déclare forfait en début de saison pour raisons financières et participe à la deuxième division, le championnat se dispute donc avec 15 équipes.
- Primeiro de Agosto
- Wiliete Sport Clube
- Inter Luanda
- Petro Luanda
- Desportivo Huíla
- Académica Lobito
- Bravos de Maquis
- Sagrada Esperança
- Recreativo Libolo
- Sporting Cabinda
- Clube Desportivo da Lunda Sul
- Santa Rita de Cássia FC
- Kabuscorp SC - promu de D2
- CD Sao Salvador - promu de D2
- CR Uniao de Malanje - promu de D2
- GD Escolinha Isaac - forfait pour raisons financières

## Compétition
Le barème de points servant à établir les classements se décompose ainsi :
- Victoire : 3 points
- Match nul : 1 point
- Défaite : 0 point

| Rang | Équipe                  | Pts | J  | G  | N  | P  | Bp | Bc | Diff |
| ---- | ----------------------- | --- | -- | -- | -- | -- | -- | -- | ---- |
| 1    | Petro Luanda T,C        | 67  | 28 | 20 | 7  | 1  | 58 | 11 | +47  |
| 2    | Sagrada Esperança       | 61  | 28 | 18 | 7  | 3  | 45 | 15 | +30  |
| 3    | CD Lunda Sul            | 50  | 28 | 13 | 11 | 4  | 35 | 19 | +16  |
| 4    | Kabuscorp SC P          | 44  | 28 | 12 | 8  | 8  | 36 | 27 | +9   |
| 5    | Wiliete Sport Clube     | 41  | 28 | 10 | 11 | 7  | 31 | 24 | +7   |
| 6    | Desportivo Huíla        | 41  | 28 | 11 | 8  | 9  | 24 | 25 | -1   |
| 7    | Primeiro de Agosto      | 38  | 28 | 8  | 14 | 6  | 32 | 24 | +8   |
| 8    | Bravos de Maquis        | 37  | 28 | 11 | 4  | 13 | 29 | 28 | +1   |
| 9    | Interclube              | 35  | 28 | 9  | 8  | 11 | 25 | 29 | -4   |
| 10   | Academica Lobito        | 32  | 28 | 7  | 11 | 10 | 16 | 26 | -10  |
| 11   | CD Sao SalvadorP        | 31  | 28 | 7  | 10 | 11 | 23 | 34 | -11  |
| 12   | Santa Rita de Cássia FC | 26  | 28 | 7  | 5  | 16 | 22 | 40 | -18  |
| 13   | Recreativo Libolo       | 25  | 28 | 6  | 7  | 15 | 19 | 32 | -13  |
| 14   | Uniao de Malanje P      | 21  | 28 | 5  | 6  | 17 | 21 | 46 | -25  |
| 15   | Sporting Cabinda        | 20  | 28 | 5  | 5  | 18 | 27 | 63 | -36  |
| 16   | GD Escolinha Isaac      | 0   | 0  | 0  | 0  | 0  | 0  | 0  | 0    |

|  | Qualification pour la Ligue des champions de la CAF 2024-2025                |
|  | Qualification pour la Coupe de la confédération 2024-2025                    |
|  | Relégation en deuxième division                                              |
|  | T : Tenant du titre C : Vainqueur de la Taça Angola P : Promu de Gira Angola |

- Bravos de Maquis est qualifié pour la Coupe de la confédération 2024-2025 en tant que finaliste de la Coupe d'Angola, le vainqueur étant également le champion d'Angola et déjà qualifié poue la Ligue des champions de la CAF 2024-2025.